# MT-LBu装甲输送车
MT-LBu是苏联的一款多用途两栖装甲运输车，20世纪60年代末以MT-LB为基础开发，工厂编号为Ob'yekt 10。其发动机功率更大，车体比MT-LB高40厘米，底盘更长，同时负重轮为7对。

## 发展
20世纪70年代，苏联NAMI (汽车研究所)开始了一项战车开发计划，以取代AT-P系列火炮牵引车（基于ASU-57空降自走炮）。为了满足这一要求，在PT-76两栖轻型坦克底盘的基础上开发了MT-L。MT-LB是MT-L的装甲衍生型。20世纪70年代初投入生产，由于存在许多现成的零件（例如发动机最初为卡车开发），战车非常便于制造。
MT-LBu是一种车体增大的非武装衍生型，被用作许多特种车辆的基础车。在乌克兰苏维埃的哈尔科夫拖拉机厂 (KhTZ) 以及波兰（斯塔洛瓦沃拉）和保加利亚的Beta AD公司（已破产倒闭）制造。

## 详情

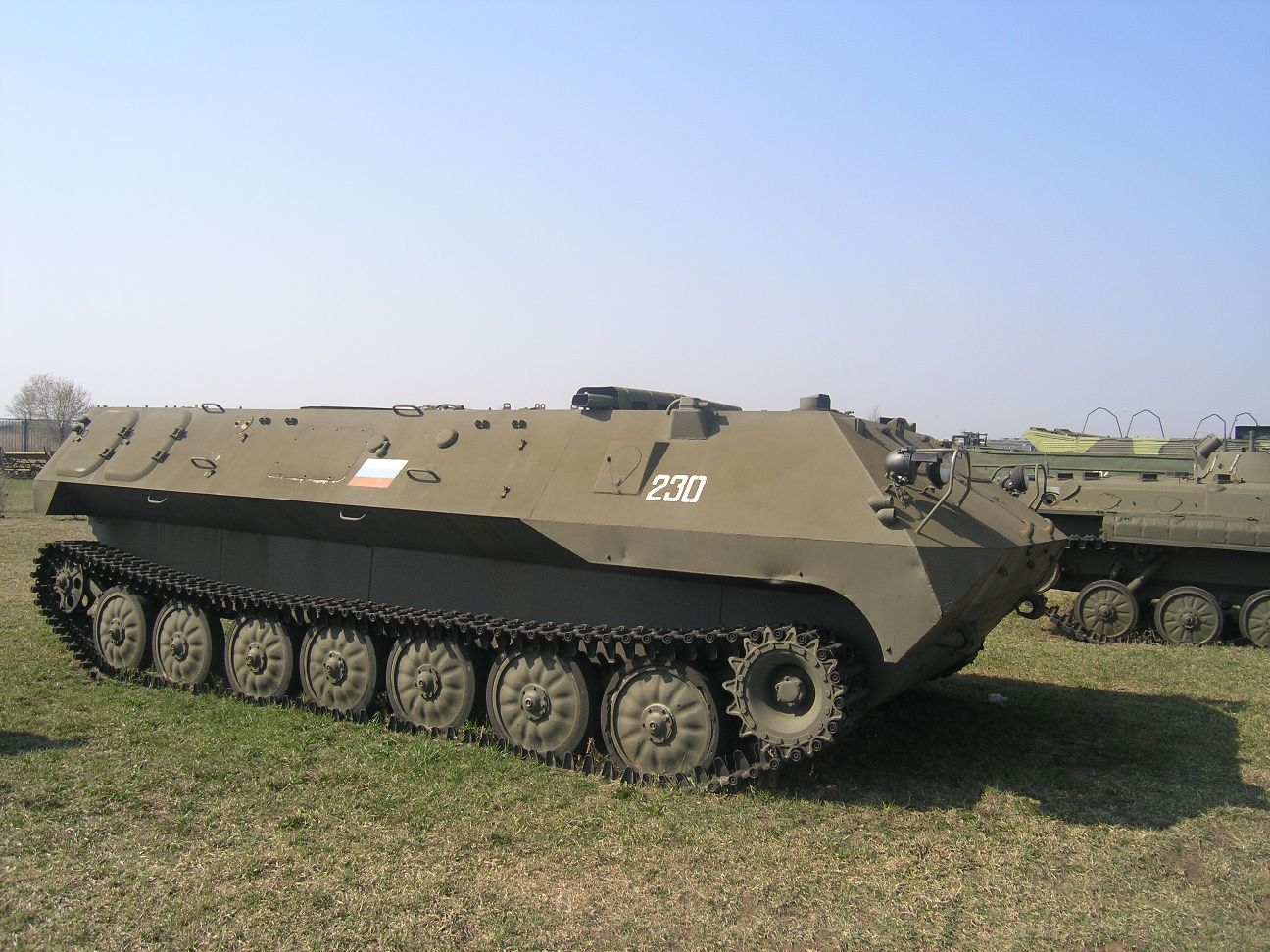
MT-LBu主体

成员（一名司机和一名车长）坐在战车前部的隔舱，发动机在隔舱后面。后部隔舱的体积为13 m3。可拖挂6,500（14,300英磅）重的负载。战车完全两栖，在水中时由履带带动战车前进。
战车采用厚度为3至10毫米的钢材制成的轻型装甲，可抵御轻武器和炮弹碎片。载员舱顶部有一个向后打开的车顶舱口。车顶中央有一个大的圆形开口，当未安装炮塔时，开口上覆盖有带舱口的盲板。MT-LBu有2个发射端口：一个位于右前侧，另一个位于后门，均配有相关的视觉设备。
为驾驶员配备了TVN-2红外潜望镜，与OU-3GK红外/白光探照灯结合使用，最大视距约为40 m。MT-LBu配备了NBC检测装置GO-27、过滤系统FVU和导航装置。

### SIGINT塔兰
2022年俄罗斯入侵乌克兰期间，MT-LBu的衍生型R-381T塔兰受到关注。这套系统由师级单位使用，由7辆车组成。最近出现的R-381TM塔兰-M是冷战时期R-381T塔兰的升级版。该系统用于监视无线电信号，窃听敌军在广泛频率范围内的通信。除了以截获的通信形式提供原始情报外，塔兰还能够对发射机进行地理定位，为指挥官提供有关敌军实际位置的关键数据。
85V6-A电子情报系统替换了GAZ-66卡车上的R-381"Rama"系统。乌克兰使用较新版本的R-381TM塔兰-M。关于最开始的R-381T塔兰，众所周知，该系统在完全部署时由七辆车组成。
- R-381T1塔兰1：拦截站 (×2)
- R-381T2塔兰2：测向站 (×4)
- R-381T3塔兰3：T1和T2的指挥车 (×1)

R-381T塔兰系统也可以五辆车设置：两辆R-381T2、两辆R-381T1和一辆R-381T3。塔兰2收集在30-100 MHz频段运行的四个R-381T2 UHF无线电监测站和在1.5-30 MHz频段运行的两个R-381T1 VHF无线电监测站的信号，这些监测站能够监听航空波段通信（100-400 MHz），以及无线电中继链路（300-1000 MHz）。这些安装于车辆上的系统获取的数据随后由单个R-381T3车辆进行处理。乌克兰消息人士称，R-381T塔兰可以对陆地上40（25英里）范围内的无线电发射进行检测、分类和侦听，在监测航空通讯时，可以在97（60英里）范围内检测、分类和监听无线电发射通讯。

## 衍生型

### 乌克兰

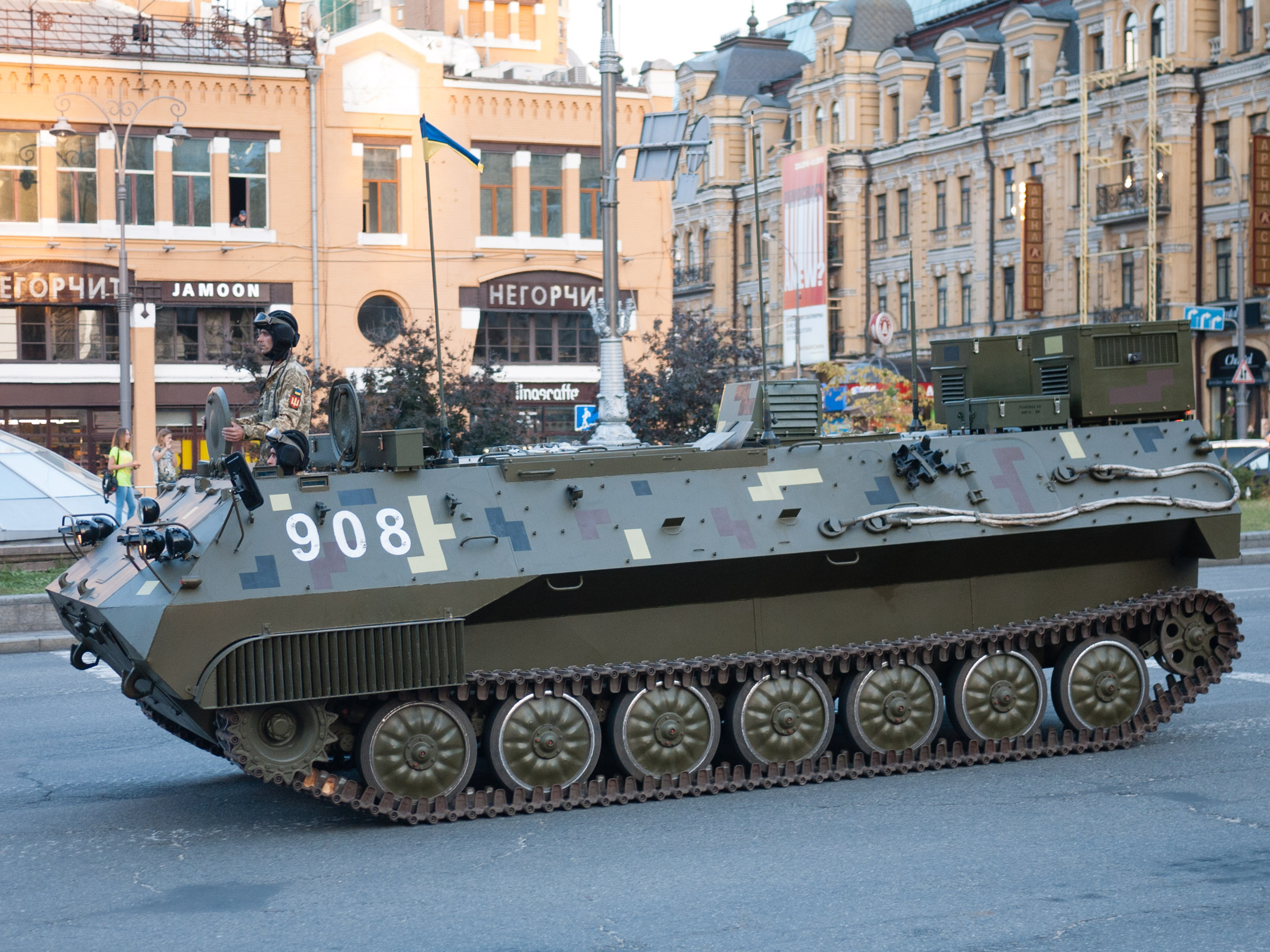
1AR1位置-2声学侦察车，2018年基辅独立日阅兵排练

- - BMP-1LB（烏克蘭語：БМП-1ЛБ）：乌克兰第一辆采用MT-LBu底盘的BMP，配备KPVT机枪（德语：14,5-mm-Maschinengewehr KPWT），出现在2022年俄罗斯入侵期间。[4]
  - I-52（烏克蘭語：І-52 (мінний загороджувач)）：排雷车，由乌克兰KVSZ（英语：Kryukiv Railway Car Building Works）于20世纪90年代开发。车顶上有两个布雷器，每个布雷器装有90个匣子，分别装载反坦克地雷和杀伤人员地雷—PFM-1、PMF-1S、KSO-1、POM-1（英语：POM-2 mine）或POM-2、GTM-1和/或PTM-3（英语：PTM-3 mine）。
  - R-149BMRg（俄语：Р-149БМР）：信号车，装有两台R-171M无线电装置、一台R-163-50U、一台R-163-10V、一台R-134M、R-438、R-853和R-012M、T-230-1A设备、T-240D和T-235-1U以及TA-2电话机。
  - R-161B（俄语：Р-161）：配备R-161装置的HF/VHF信号车，输出功率为1 kW，最大工作距离为2000公里。
    - R-161BM：配备两套R-161-10的现代化型号。

  - R-330B（俄语：Р-330）：电子战车辆，配备自动干扰系统。无武装卡车型号被称为R-330T。
  - R-330KB：R-330B和R-378B系统的自动化移动指挥所。
  - R-330P金字塔-I（波兰语：R-330P Piramida）：电子战车辆，配备VHF干扰器系统，输出频率为20至100MHz，工作范围为25公里。
  - R-378B[5]：电子战车辆，配备自动高频干扰器系统ASP R-378，输出功率为1000 W，工作距离50公里。
  - R-381T塔兰：师级SIGINT系统（85V6-A电子情报系统（俄语：Вега (комплекс радиотехнической разведки)））替换了GAZ-66卡车上的R-381"Rama"系统。完整的系统由3种不同型号的7辆车组成：
    - R-381T1塔兰1：拦截站 (×2);
    - R-381T2塔兰2：测向站 (×4);
    - R-381T3塔兰3：T1和T2的指挥车 (×1).

  - R-412B[6]：师级对流层中继站，配有两个弧面天线R-133和一个发电机GAB-8-T/230。
  - R-934B[7]：电子战车辆，配备了干扰飞机VHF/UHF通信的自动化系统。
  - TGM-126-2（羅馬化：transportnaya gusenichnaya mashina，直译：履带式运输车）：民用版MT-LBu。一种履带式运输车，设计用于在越野条件下和难以到达的区域执行运输和其他特殊工作。生产企业，哈尔科夫汽车修理厂（俄语：Харьковский автомобильный ремонтный завод）[8]。[9]
- 2S1：122毫米自行榴弹炮。
- 2S34：120毫米自行迫击炮。

### 白俄罗斯
基于旧版本（主要是1V12系列），白俄罗斯的Minotor开发了的MT-LBu新型号：
- TMPK（俄语：ТМПК） "Mul"（羅馬化：transportnaya mashina perednego kraya，直译：前线运输车）
- TZM122（俄语：ТЗМ-122）（羅馬化：transportno-zaryazhayushaya mashina）：炮兵部队使用的弹药补给车。
- SM120（俄语：СМ-120）（羅馬化：samokhonyj minomyot，直译：自行迫击炮（英语：Mortar carrier））：搭载2S11雪橇（英语：2S12 Sani）120毫米迫击炮的迫击炮平台，载弹48发。
- PPMP（俄语：ППМП）（羅馬化：podvizhnyj punkt meditsinkogo pomoshchi，直译：移动医疗救助站）：救护车。

### 保加利亚
- BREM-MT[11]

### 芬兰

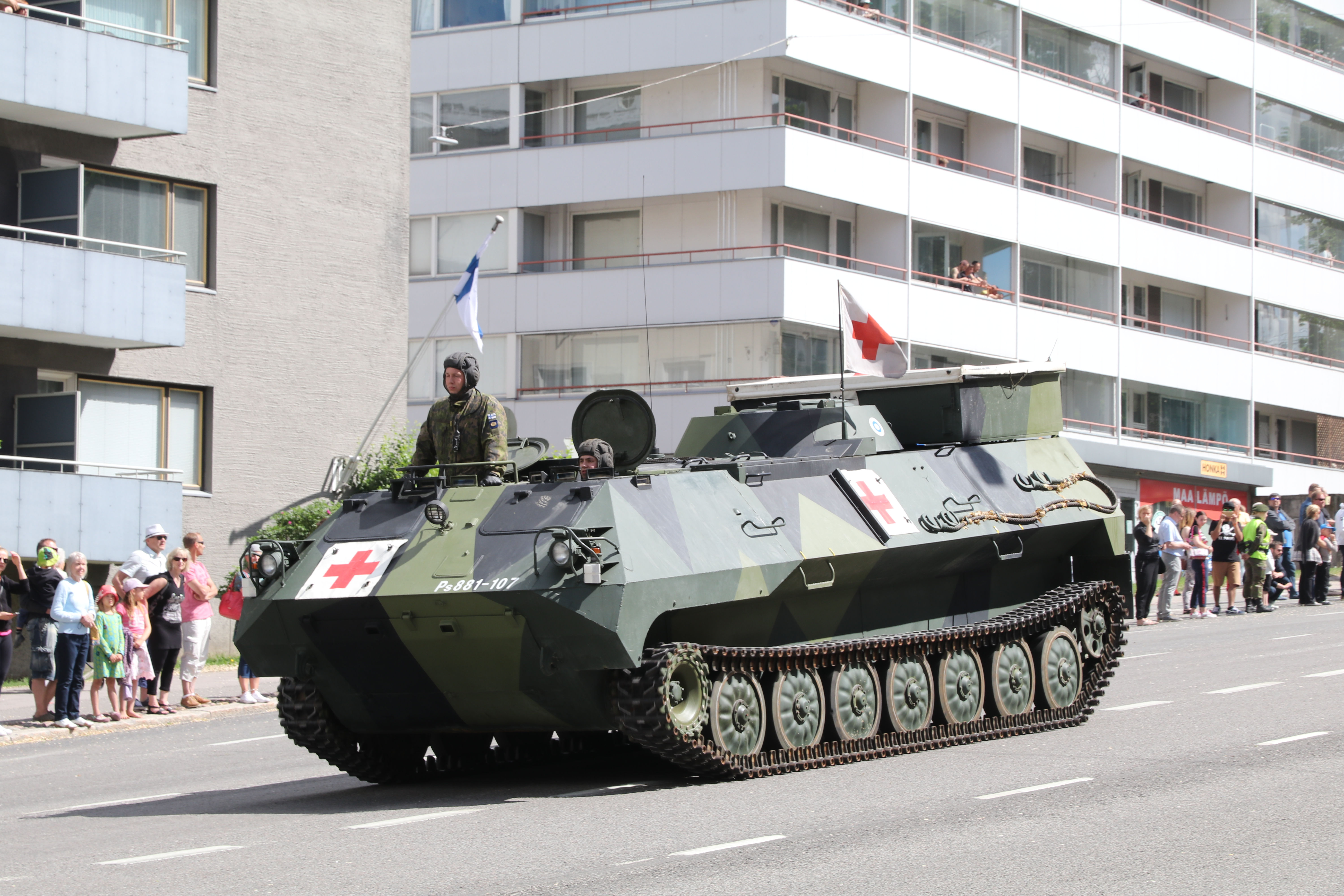
2016年芬兰国防军在图尔库举行的国旗日阅兵期间，芬兰装甲旅的MT-LBu救护车（Ps 881-107）。这辆车可能是前瑞典的Sjvpbv 4024。

- BMM[來源請求]

### 波兰
波兰斯塔洛瓦沃拉冶炼厂拥有生产MT-LBu的许可证。
- ZWDSz（英语：List of BMP-1 variants#Poland）-1（直译：自动化指挥参谋车）：装载自动指挥装置“鸢尾花”的指挥车。于2002年投入使用，基于MP-21-25。

### 瑞典
- Pbv 4020[13]：瑞典基础型号（以前的1V12系列，已经过改装）。
- Stripbv 4021[14]：指挥车，装有三套无线电装置Ra 180、一套Ra 195、一套Ra 422和一个配电板。
- Sjvpbv 4024[15][16][17][18]：可容纳4具担架的救护车。

### 前苏联（俄罗斯联邦）

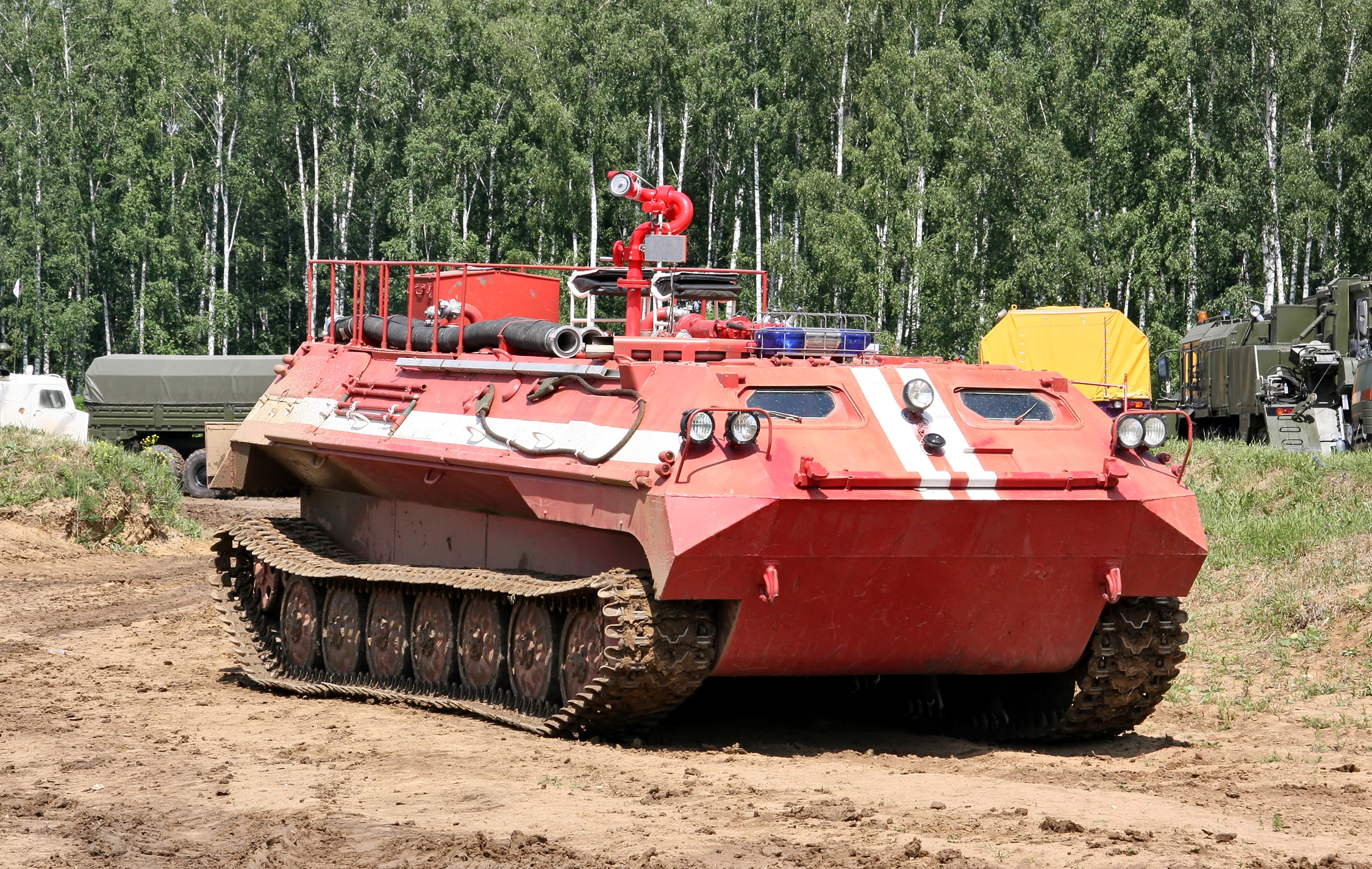
一辆MT-LBu-GPM-10救火车

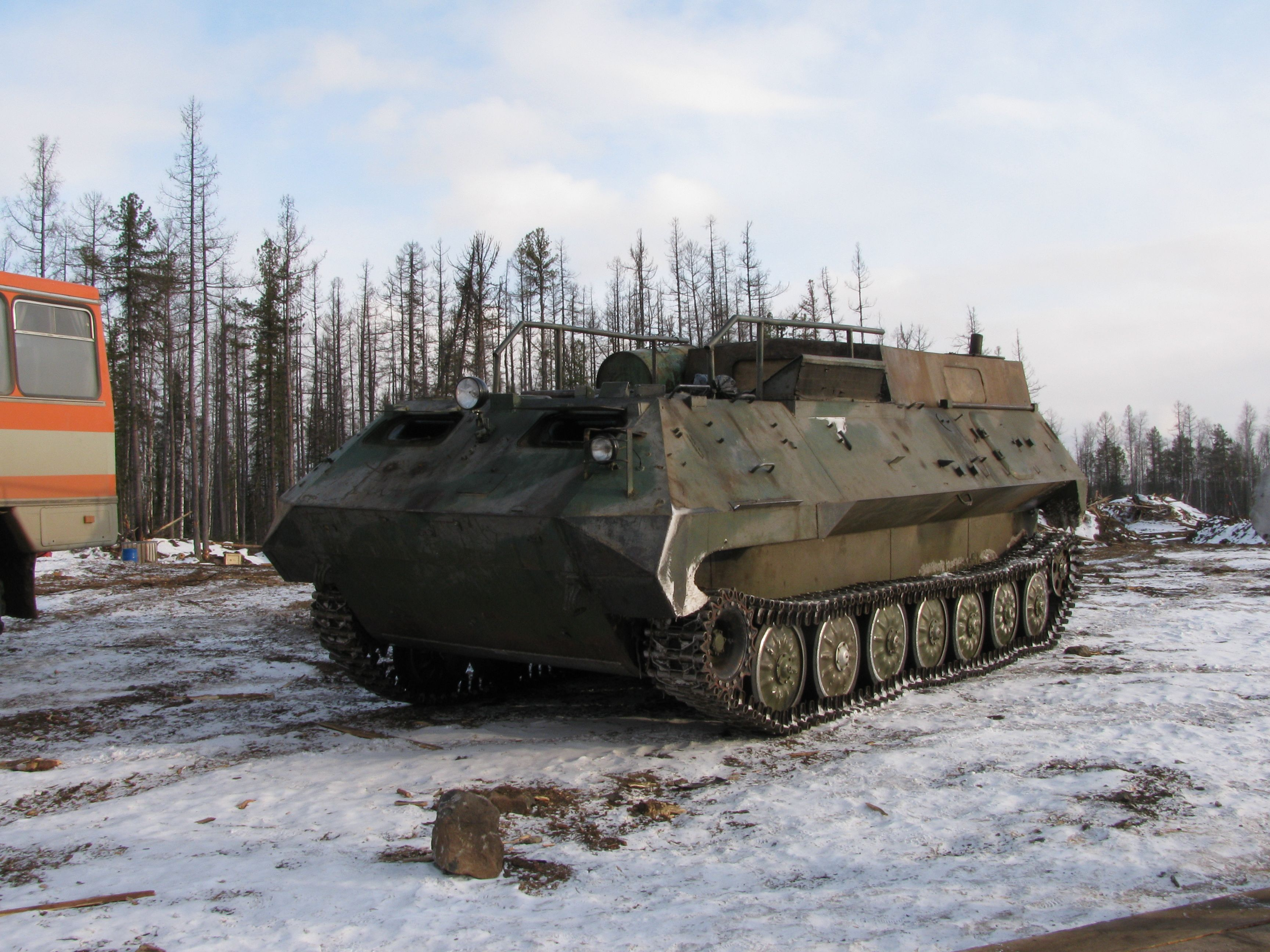
克拉斯诺亚尔斯克边疆区的民用MT-LBu

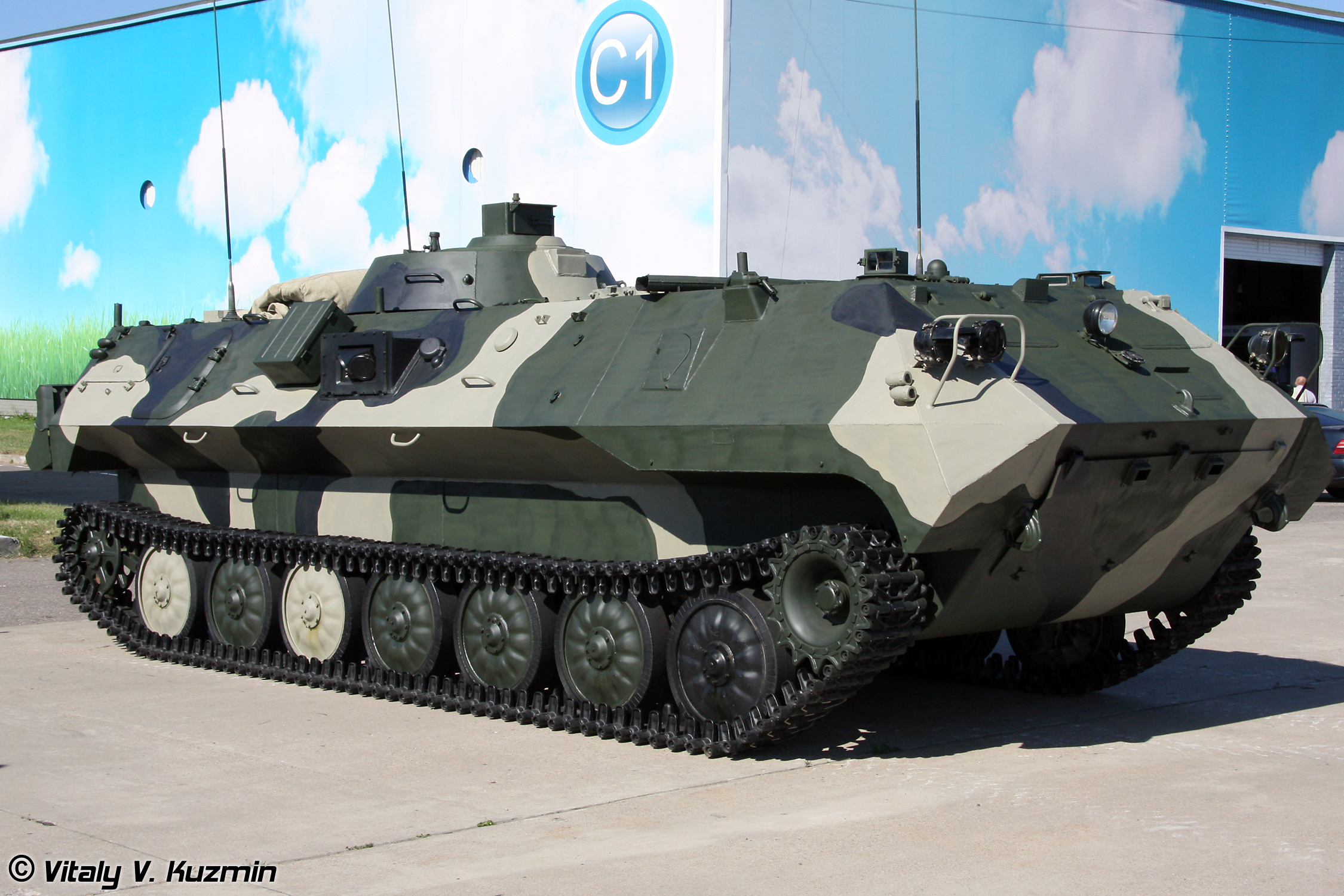
1V13-1

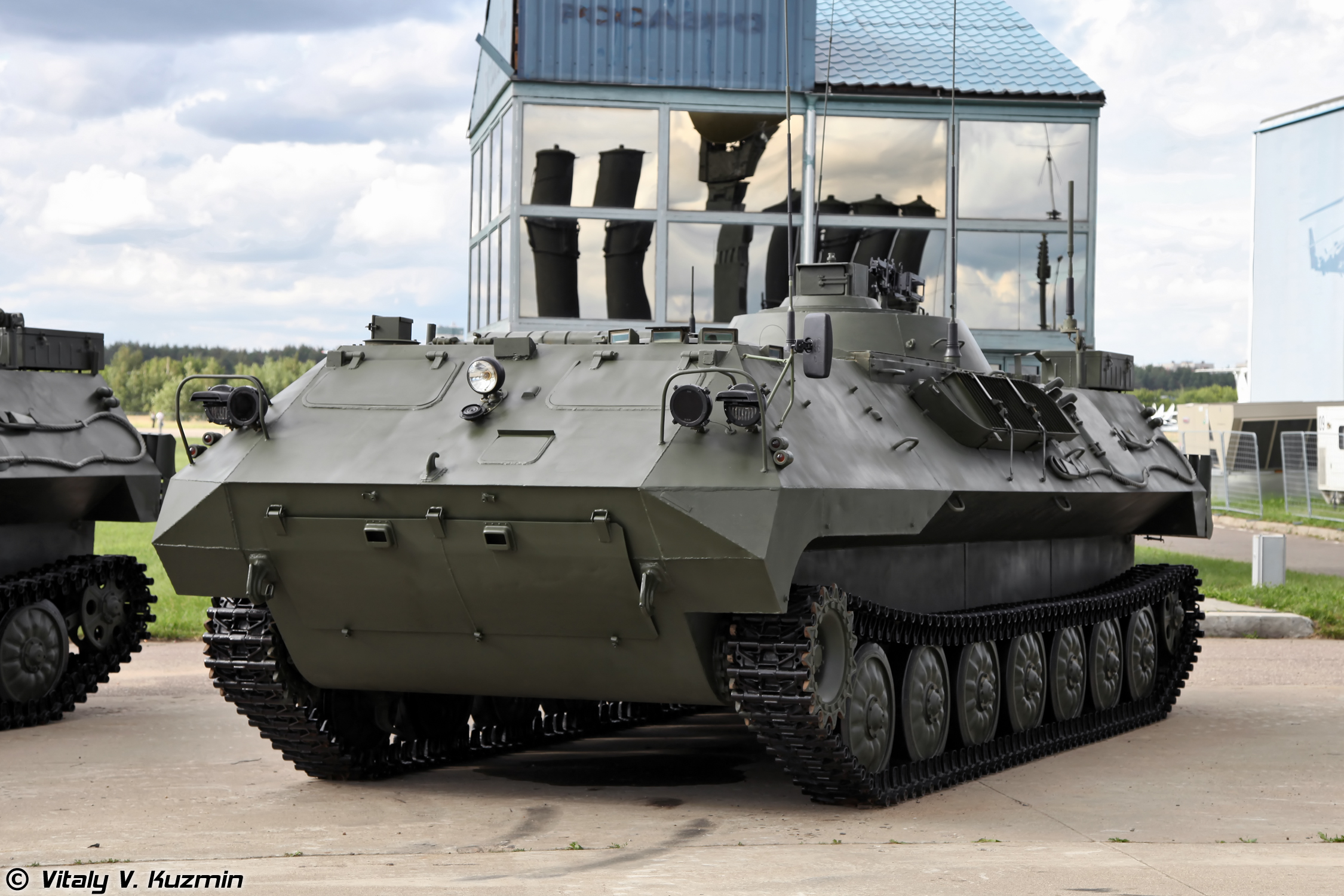
1V12M假声，2012年

- MT-LBu：基础型号。许多所谓的“MT-LB衍生型”实际上是基于MT-LBu的。
  - 1L219动物园-1（英语：Zoopark-1）：安装目标定位和火控系统1L219的雷达车。
    - 1L219M动物园-1M：现代化的型号，于2002年推出。

  - 1L245[19]：地面武器控制雷达抑制系统，输出功率为1 kW。
  - 9S80集会PPRU（英语：PPRU-1）（羅馬化：podvizhnyj punkt razvedki i upravleniya，直译：移动侦察和控制站）：用于防空部队的G波段预警雷达，最大发射功率射程80公里。北约代号狗耳（Dog Ear）。修改版本包括PPRU-M、PPRU-M1以及2007年推出的PPRU-M1-2。
  - 1V12机器KSAUO（羅馬化：Mashina）：这种火控系统（KSAUO，羅馬化：kompleks sredstv avtomatizirovannogo upravleniya ognyom，直译：自动火控系统）于1974年服役，由4种不同型号的8辆车组成。已开发出多种升级版本，包括1V12-3机器-M、1V12M假声（羅馬化：Fal'tset）、1V12M-1和1V12M-2。该装置出现在炮兵部队的装备自行榴弹炮上，如2S1、2S3、2S5和2S19。
    - 1V13（俄语：1В13）：炮台火控中心，每套三辆。1V13有6名车组人员，配备PAB-2AM瞄准圈、测距仪、自动数据处理系统APK或APPK、三个无线电装置R-123M（英语：R-123）（或R-173）和位于炮塔顶部的观察装置PV-1。早期车型配备了DShK-M，后来的车辆配备了NSVT和位于右后部的发电机GIV-8/8000。前北约编号：ACRV M1974/1。
    - 1V14（俄语：1В14）：阵地指挥和前线观察车，每组三辆。这种类型可以通过安装在炮塔顶部和右侧的观察系统VOP-7A、1PN44和DAK-2M来识别。无线电装置比1V13增加一台R-107。成员5人，武器是一门PKMB 7.62毫米。前北约编号：ACRV M1974/2a。
    - 1V15（俄语：1В15）：与1V14非常相似，配备了R-130M无线电可用的细长天线杆。其中一架R-123M已被R-111取代。营长车。前北约编号：ACRV M1974/2b。
    - 1V16（俄语：1В16）：营级火力指挥中心，配备9V59计算机和气象仪MDK7。武器装备与1V13一致，无线电装置比1V15增加一台R-326。成员6-7人。前北约编号：ACRV M1974/3。带发电机的型号没有炮塔。

  - ARK-1山猫（俄语：Рысь (РЛС)）（羅馬化：artilleriskiy radiolokatsionnyi kompleks，直译：炮兵雷达系统）：H波段火炮定位自行雷达1RL-239，探测范围为15公里（榴弹炮）至40公里（战术导弹）。通常由师属侦察连使用。
  - KDKhR-1N（俄语：КДХР-1Н）达尔（羅馬化：kompleks nazemnoy distantsionnoy khimicheskoy razvedki，直译：远程化学侦察系统）：远程化学检测系统，与激光配合使用，检测范围在1000至7000米之间。其他专用设备包括TNA-4-6导航仪、计算机、数据处理单元、PRKhR检测系统、自动气体检测装置GSA-12、PGO-11气体指示器、KPO-1采样装置和“Karat”电视系统。
  - 9S737（英语：Ranzhir）：9K331环面（SA-15）阵地的移动指挥所，成员5人。车辆标配以下系统：导航设备TNA-4-4，计算机E715-1-1，瞄准器VOP-7A 、发电机137N和134N、一台数据处理装置T-235-1L、一台无线电装置R-134、两台R-171M、两台R-173M、三台R-173PM、一台R-862、一根单叶片天线（用于R-862）和细长的10 m桅杆。

## 使用方

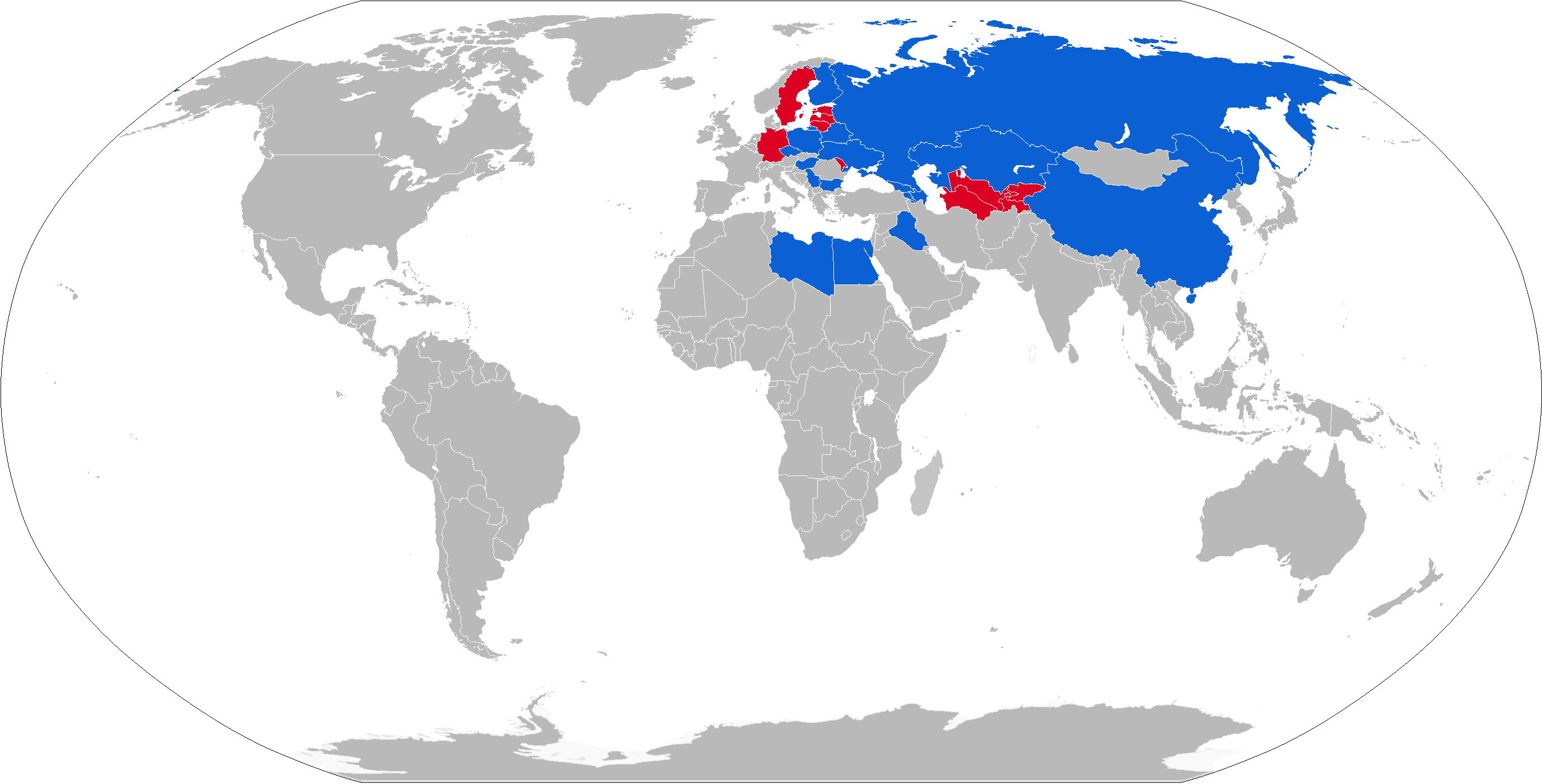
蓝色表示MT-LBu使用方，红色为前使用方

### 当前使用方
- 亞美尼亞
- 白俄羅斯
- 保加利亚
- 中国[20]
- 捷克[21]
- 埃及
- 芬兰[來源請求]
- 伊拉克
- 利比亞：米苏拉塔民兵（英语：Misrata Military Council）目前拥用至少一辆全副武装的MT-LBu。[22]
- 波蘭
- 塞爾維亞
- 乌克兰
- 委內瑞拉[23]
- 俄羅斯

### 前用户
- 东德：17套1V12（136辆），1套PASUV（18辆），1套R-381T塔兰（5辆）和R-330P。两德统一后由德国继承。
- 德国：德国统一后都被出售、报废或立即退回苏联。
- 苏联：由继承国获得。
- 瑞典：38辆Pbv 4020，12辆Stripbv 4021和10辆Sjvpbv 4024。[來源請求]

## 脚注
1. ↑  . 华尔街日报. 2009-01-28 12:00 pm ET  [2024-04-25]. （原始内容存档于2024-04-25） （英语）.
2. ↑  Pike, John. . Federation of American Scientist Military Analysis Network. 2000-01-16  [2022-07-21]. （原始内容存档于2023-05-15）.
3. ↑  . MSN.   [2022-09-19]. （原始内容存档于2023-07-21） （英语）.
4. ↑  Yann. . Militarnyi. 2023-9-26  [2024-04-25]. （原始内容存档于2024-04-25） （英语）.
5. ↑  . 顿巴斯. 2016-10-08  [2024-04-25]. （原始内容存档于2024-04-25）.
6. ↑  . RusArmy.com.   [2024-04-25]. （原始内容存档于2024-04-25）.
7. ↑  . Militarnyi（烏克蘭語：Мілітарний）. 2023-12-05  [2024-04-25]. （原始内容存档于2024-04-25）.
8. ↑  .   [2024-04-25]. （原始内容存档于2024-05-18）.
9. ↑  .   [2024-04-25]. （原始内容存档于2023-11-28）.
10. ↑  .   [2024-04-25]. （原始内容存档于2024-03-25）.
11. ↑  .   [2019-06-23]. （原始内容存档于2020-10-31）.
12. ↑  . hsw.pl.   [2024-04-25]. （原始内容存档于2024-04-25）.
13. ↑  . digitaltmuseum.se. 2023-11-1  [2024-04-25]. （原始内容存档于2024-04-25） （英语）.
14. ↑  valenteine. . mirageswar.com. 2016-02-26  [2024-04-25]. （原始内容存档于2016-03-02） （俄语）.
15. ↑  valenteine. . mirageswar.com. 2016-02-09  [2024-04-25]. （原始内容存档于2017-08-10） （俄语）.
16. ↑  . net-maquettes.com. 2023-07-23  [2024-04-25]. （原始内容存档于2024-04-25） （英语）.
17. ↑  . youtube.com. 2016-02-10  [2024-04-25]. （原始内容存档于2024-04-25）.
18. ↑  SdKfz.000. . 2015-7-25 07:26:09 UTC  [2024-05-01]. （原始内容存档于2015-07-25） （英语）.
19. ↑  Dr Carlo Kopp, AFAIAA, SMIEEE, PEng. . 2014-01-27 11:18:09  [2024-04-25]. （原始内容存档于2024-02-29）.
20. ↑  . 2018-07-20  [2023-03-29]. （原始内容存档于2023-03-30） （中文）.
21. ↑  . 捷克国防部.   [2022-04-27]. （原始内容存档于2024-04-25） （捷克语）.
22. ↑  Archived at Ghostarchive and the Wayback Machine: . YouTube.
23. ↑  . 2012-02-06  [2024-04-25]. （原始内容存档于2024-03-23）.

- Andrew W. Hull; David R. Markov; Steven J. Zaloga. . 达灵顿: Darlington Productions. 1999. ISBN 9781892848017. OCLC 59535180 （英语）.
- Lutz-Reiner Gau; Jürgen Plate; Jörg Siegert. . 斯图加特: Motorbuch Verlag. 2001. ISBN 9783613021525. OCLC 282507585 （德语）.